# 小原正子
小原 正子（おはら まさこ、1975年10月23日 - ）は、日本のお笑いタレント。お笑いコンビクワバタオハラのツッコミ担当。
兵庫県神戸市東灘区出身。ホリプロ所属。身長162cm、体重48kg。血液型はB型。夫は野球解説者・野球指導者・元プロ野球選手のマック鈴木。3児の母。

## 人物
子どものころは内気な性格で、常にトップクラスの成績を残す優等生だった。親和中学校・親和女子高等学校時代は演劇部へ所属。卒業後は日本大学芸術学部演劇学科に入学し、女優として劇団アルバトロスなどの公演に参加した。大学卒業後はリポーターを目指してホリプロに入るが、授業で取り組んだネタ作りから芸人を志し、くわばたりえと共にクワバタオハラを結成。
記憶力に優れ、100人以上の顔と名前を即座に記憶できる。宝石店を経営する母親は、かつてスナックを営んでいたという。母親と共に「オハラオハラ」として出場したM-1グランプリ2007は、2回戦で敗退している。
ホリプロ入りした当初、元レースクイーンの相方と組まされ、パイレーツよろしく水着グラビアを飾る容姿を売りにした女性芸人として売り出されるはずだった。しかし小原は「それじゃ長くは持たない」と思い、ほどなくしてコンビを解消した。なお1999年ごろのコンビ結成前はピン芸人として舞台で活動。極道の女を演じたり、部屋で彼氏の浮気を探すという一人コントを披露していた。
スレンダーな体型ながら大食いである。大食いを始めたきっかけは、所持金の少ない大学時代に食費を浮かせるため。『いきなり!黄金伝説。』や『大食いで日本縦断』で活躍した。ちなみにギャル曽根は、テレビ番組で大食いをする小原を観たことを契機にフードファイターになったという。
2010年、BeeTVでアニメ化された『だめんず・うぉ〜か〜』の主題歌『D-WOMEN』（作詞・作曲・プロデュースは古坂大魔王）にて歌手デビュー。
2014年6月1日、マック鈴木と前日（5月31日）に入籍したことを、自身のブログにて発表した。東京を拠点に芸能活動する小原は、2011年に神戸市内の自身が経営する飲食店で接客した、同市出身で淡路島在住のマックと交際する。2013年12月27日放送の特別番組『コレを言わずに年が越せるか!ぶっちゃけ告白TV!カミングアウト祭!』（フジテレビ）にて、マックの名を伏せながらも公開プロポーズを通じて交際の事実を認めた。
結婚を機に禁煙に成功し、第一子を授かった。
2015年3月19日、第1子男児出産。2016年7月4日、自身のブログにて第2子妊娠を報告
。同年11月30日、第2子男児出産。
2019年4月1日、自身のブログにて第3子妊娠を報告。同年8月10日、第3子女児出産。
スキンケアやメイクを好み、一時期は厚化粧だった。しかし夫から「もともと肌がきれいなんだから、厚塗りして隠さなくてもいいのに」と指摘され、2時間かけていたメイクを15分にしたという。垂れ目で満面の笑みを浮かべた小原のすっぴん写真に対し、共演者は「鶴瓶師匠と同じ顔」「子泣き爺」と表現した。
“芸能界一の美肌”と噂されるなど趣味の美容マニアぶりが高じ、日本化粧品検定1級、コスメコンシェルジュの資格を取得。2016年には初の美容本「おはら美容」を出版。
教育熱心な親に休日返上で塾に通わされ、子どものころは外で遊ぶ機会がなかった。その結果、運動音痴となりスキップも満足にできないという。

## 芸風
コンビとしては基本的にツッコミ担当。しかしボケ志望だったことからトークなどでは頻繁に役割が逆転する。デビュー当時は、ヤンキー風にキレたり蹴りを入れるツッコミ、その後はハリセンを使用するなど、個性的なツッコミが目立った。
当初は小原が激昂して暴れ出し、くわばたが制止して終わるという漫才を頻繁に披露していた。

## 出演
※コンビでの出演は「クワバタオハラ」内の現在のレギュラー・準レギュラー番組、単発出演、不定期出演、過去のレギュラー・準レギュラー番組を参照のこと。

### バラエティ番組
- 独占!女だらけの60分 レディGO!（テレビ朝日） - レギュラー
- いきなり!黄金伝説。（テレビ朝日） - 主に大食いトリオ企画に出演
- 今すぐ使える豆知識 クイズ雑学王（テレビ朝日） - 不定期出演
- 脳天イライラクイズ（日本テレビ）
- 天才てれびくんMAX（2009年8月 - 2010年3月、NHK教育）
- アリケン（2009年7月25日 - 8月1日、テレビ東京）
- あっぷ&UP!（2009年10月 - 2011年3月、関西テレビ）
- 激☆音ボケ plus（2010年10月4日 - 、TOKYO MX）
- ねくすと「リアル静岡トークバラエティ・ぶっこみ!」（テレビ静岡） - 不定期レギュラー
- PON!（2014年4月 - 2017年3月、日本テレビ） - 「PON!PON!ポシュレ」MC ※コンビで担当、降板後は相方が単独で出演。
- なら婚（2014年10月8日、日本テレビ） - 不定期出演
- 綾小路きみまろの人生ひまつぶし（2016年4月 - 9月、テレビ大阪） - 「あれから40年さん こんにちは」コーナー・アシスタント [16]
- ナジャ・グランディーバのチマタのハテナ（2020年10月14日 - 2021年9月29日、eo光テレビ） -  サブMC

### テレビドラマ
- 特上カバチ!! 第1話（2010年1月17日、TBS） - 美沙 役
- 書道教授（2010年3月23日、日本テレビ） - さやか 役
- うぬぼれ刑事 第6話（2010年8月13日、TBS） - 田尻えみ役
- 天国の恋（2013年10月28日 - 12月27日、東海テレビ） - 宮畑弥生 役

### ラジオ
- 伊集院光 日曜日の秘密基地（2000年10月 - 2003年5月、TBSラジオ） - アシスタント
- ピピッとサンデー Waku Waku Mix（2013年4月7日 - 2014年3月16日、文化放送）
- 松井愛のすこ〜し愛して♥（2015年5月25日 - 2017年9月25日、MBSラジオ）
- 横山太一のピカイチ☆ブランチ!!（2020年10月9日 - 2022年9月23日、朝日放送ラジオ）

### 映画
- あのコはだぁれ?（2024年7月19日、松竹） - 三浦唯 役[17][18]

### インターネット番組
- コイカツ　恋愛ノウハウトークライブvol.2（2010年4月16日、マシェバラ）

### 舞台
- バカルディライブVII お前ってよーく見たらブタみてえな顔してんな!!（1999年） - ヒロコ 役
- 浮遊するfitしない者達（2012年） - 教師 役

### CM
- ジェイフロンティア株式会社「酵水素328選 生サプリ 燃」（2022年 - ）※夫・マック鈴木と共に出演

### コンビ結成前のメディア出演
- なりゆき（フジテレビ、1クール出演）
- ねる様の踏み絵 （TBS）
- ロンタイBABY（脇役で映画出演作品）
- 淫獣教師IV（ピンクパイナップル）
- エンジェル2（同名漫画の実写版）

## 書籍
- オハラ的恋愛道 セキララ（2010年3月26日、主婦と生活社）
- おはらごはん 食べて仲良くなる73のレシピ（2015年5月29日、桜雲社）
- おはら美容（2016年5月11日、KADOKAWA）